# Kirche von Jomala

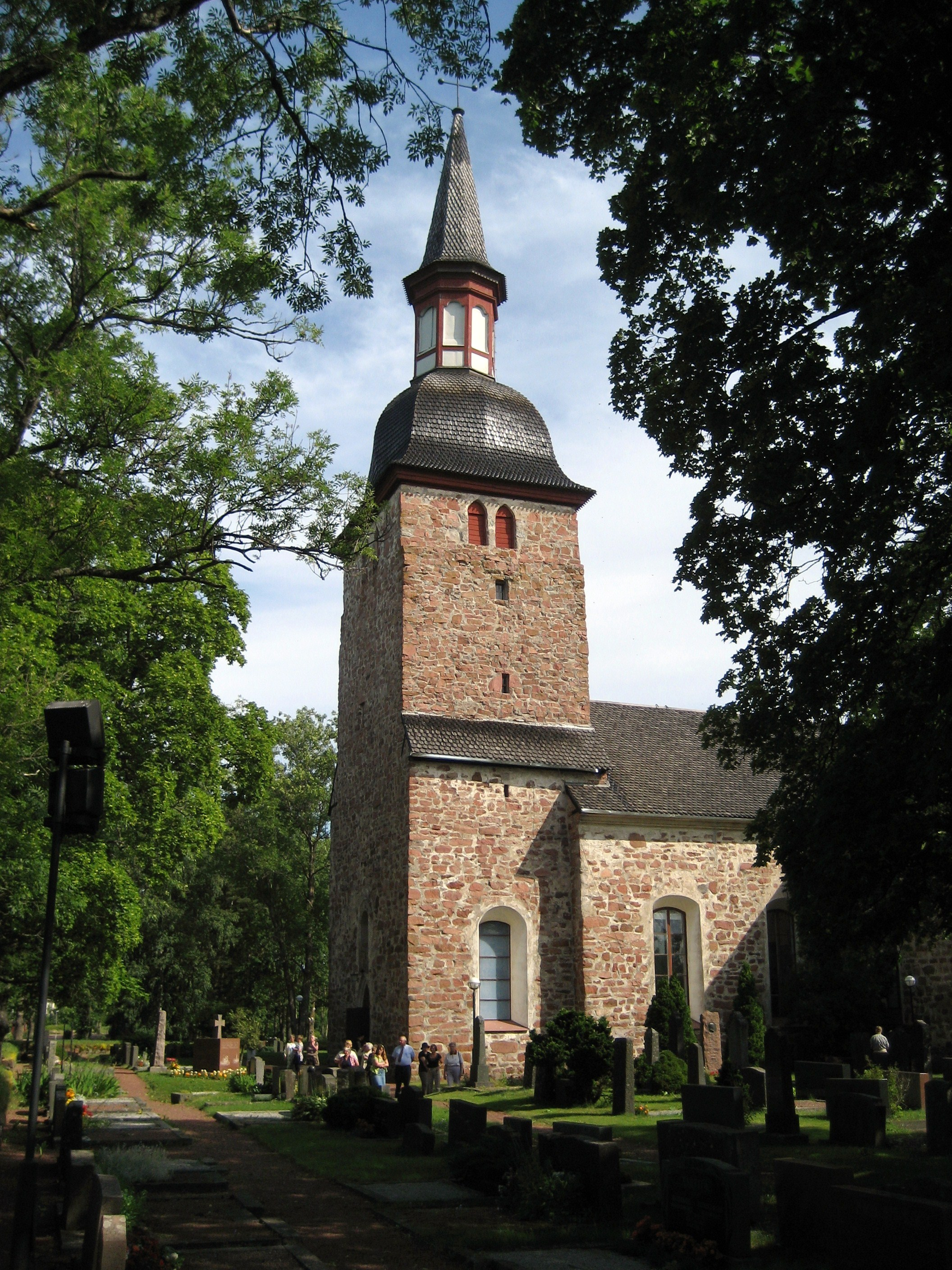
Die Kirche von Jomala

Die Kirche von Jomala ist eine mittelalterliche Steinkirche in der Gemeinde Jomala in der autonomen finnischen Provinz Åland. Sie ist dem Heiligen Olav geweiht und wurde im Zeitraum zwischen 1275 und 1285 errichtet. Damit ist sie wahrscheinlich die älteste erhaltene Kirche und zugleich das älteste Steingebäude Finnlands. Ihre heutige Form erhielt die Kirche, als sie im 19. Jahrhundert erweitert und umgebaut wurde.

## Geschichte
Münzfunde, die 1961 bei archäologischen Grabungen in der Kirche von Jomala gemacht wurden, legen nahe, dass an derselben Stelle schon im frühen 13. Jahrhundert ein hölzerner Vorgängerbau errichtet wurde. Anhand dendrochronologischer Untersuchungen und architekturhistorischer Kriterien lassen sich Langhaus, Kirchturm und Chor der Steinkirche auf den Zeitraum zwischen 1275 und 1285 datieren. Eine Sakristei und ein Waffenhaus wurden vermutlich im 15. Jahrhundert angebaut. Im 16. oder 17. Jahrhundert wurde der Kirchturm erhöht. Seine heutige Form erhielt er 1749, nachdem die alte Turmspitze durch einen Sturm zerstört worden war.
Im 19. Jahrhundert wurde die Kirche von Jomala erheblich umgebaut. Zwischen 1820 und 1840 erhielt die Kirche einen nördlichen und südlichen Querarm, der mittelalterliche Chor, die Ostwand des Langhauses sowie Sakristei und Waffenhaus wurden abgerissen. 1843 wurden Wände und Dach des Langhauses abgesenkt, 1884 die mittelalterlichen Gewölbe abgerissen. Mit dem Anbau einer neuen Sakristei war 1899 der Umbau abgeschlossen.

## Architektur

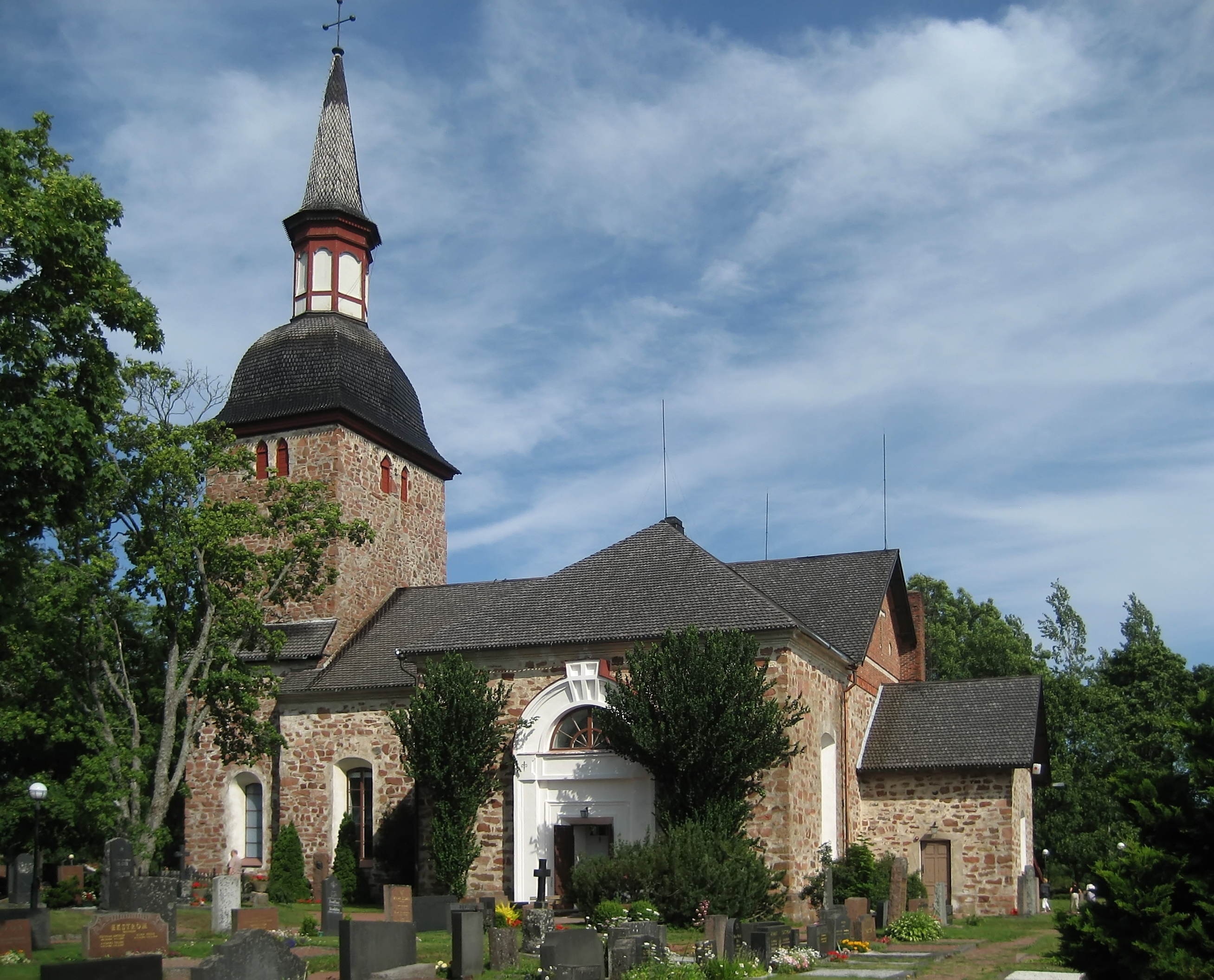
Außenansicht der Kirche

Die Kirche von Jomala ist aus einheimischem rotem Rapakiwi-Granit erbaut. In ihrer heutigen Form hat sie einen ungewöhnlichen T-förmigen Grundriss, bestehend aus einem kurzen und breiten Langhaus und einem breiten Querarm im Osten. An das Langhaus schließt sich der 52 Meter hohe Westturm an, dessen Erdgeschoss durch eine spitzbogenförmige Öffnung mit dem Kircheninnenraum verbunden ist. Am Ostende des Langhauses befindet sich eine Sakristei mit einem separaten Eingang. Der Kirchturm und das Langhaus sind in ihrer Bausubstanz mittelalterlich und heben sich deutlich von den im 19. Jahrhundert erbauten Elementen ab. Als einzige Kirche Finnlands lässt sich die Kirche von Jomala eindeutig dem Stil der Romanik zurechnen. Auch der ursprüngliche mittelalterliche Grundriss der Kirche war ungewöhnlich, da sich die Proportionen des Langhauses und des Turmes von den übrigen åländischen und finnischen Kirchen abheben.

## Interieur
Die mittelalterlichen Teile der Kirche wurden kurz nach der Fertigstellung des Baus mit frühgotischen Seccomalereien von hohem künstlerischen Wert ausgeschmückt. Die Malereien wurden wahrscheinlich im 17. Jahrhundert übertüncht aber in den 1930er Jahren wieder freigelegt. Am besten erhalten ist eine Bilderserie an der Wand zwischen Turm und Langhaus, die in vier Bildern die Geschichte des verlorenen Sohns darstellt. Bei archäologischen Grabungen in der Kirche konnten zahlreiche Fragmente von mittelalterlichen Glasmalereien geborgen werden. Es handelt sich um die ältesten bekannten Glasmalereien Finnlands. Zum mittelalterlichen Bauschmuck der Kirche gehört eine an der Wand zwischen Turm und Langhaus in situ erhaltene Kalksteinskulptur aus dem späten 13. Jahrhundert, die das Gesicht eines Menschen darstellt. Die Kalksteinskulptur eines Tierkopfes wird heute im Ålands museum aufbewahrt.
Zum Kircheninventar gehören einige wertvolle mittelalterliche Holzskulpturen. Deren älteste ist ein Kruzifix aus dem frühen 14. Jahrhundert. Etwas jünger sind ein westfälisches Marienbildnis aus der Zeit zwischen 1320 und 1350 sowie eine Skulptur der Heiligen Anna, die um 1400 in Lübeck geschaffen wurde. Im Turm befindet sich ein aus Gotland stammendes Taufbecken aus dem 13. Jahrhundert.